# Bernardino De Vecchi
Bernardino De Vecchi (né le 26 juin 1699 à Sienne en Toscane, et mort le 24 décembre 1775) est un cardinal italien du XVIIIe siècle .

## Biographie
Bernardino De Vecchi occupe différents postes de clerc, préfet à la Curie romaine et reçoit des abbayes en commende.
Le pape Pie VI le crée cardinal lors du consistoire du 24 avril 1775. Bernardino De Vecchi ne participe à aucun conclave.